# 西班牙堡 (亚拉巴马州)
西班牙堡（英語：Spanish Fort）是美国亚拉巴马州鲍德温县的一座城市，面积16.6平方公里。根据2000年美国人口普查，共有5,423人，其中白人占93.64%、非裔美国人占4.37%。